# 2510 Shandong
2510 Shandong eller 1979 TH är en asteroid i huvudbältet som upptäcktes den 10 oktober 1979 av Purple Mountain-observatoriet i Nanjing, Kina. Den är uppkallad efter den kinesiska provinsen Shandong.
Asteroiden har en diameter på ungefär 9 kilometer och den tillhör asteroidgruppen Flora.